# Uwe Heinrich
Uwe Heinrich (* 14. Oktober 1953 in Lommatzsch) ist ein deutscher Schauspieler.

## Leben
Uwe Heinrich absolvierte von 1974 bis 1978 die Theaterhochschule „Hans Otto“ in Leipzig. Danach hatte er Engagements in Meiningen, Annaberg-Buchholz, Dresden, Zwickau, Eisenach, Rudolstadt, Schwäbisch Hall und Frankfurt (Oder). 1994 hatte er seine erste Spielzeit an den Uckermärkische Bühnen Schwedt. Heinrich arbeitete auf dieser Bühne mit einer Unterbrechung bis zum Jahr 2019. Hier stand er 92 Mal als Mephisto auf der Bühne, aber auch als Faust und König Lear wurde er vom Publikum hoch geachtet. Vereinzelt wirkte er auch als Darsteller für Film und Fernsehen.
Uwe Heinrich ist mit der Schauspielerin und Theaterregisseurin Alexandra-Magdalena Heinrich verheiratet.

## Filmografie
- 1983: Zille und ick
- 1986: Startfieber
- 1989: Verflixtes Mißgeschick!
- 1991: Wie gut, daß es Maria gibt (Fernsehserie, 1 Episode)

## Theater
- 1980: Alexander Stein: Hotel Astoria – Regie: Fred Grasnick (Das Meininger Theater)
- 1981: Johannes R. Becher: Winterschlacht (Panzerfahrer) – Regie: Fred Grasnick (Das Meininger Theater)
- 1982: Athol Fugard: Die Insel – Regie: Carmen Heinrich (Das Meininger Theater)
- 1986: William Shakespeare: Sommernachtstraumspiele – Regie: Klaus Fiedler (Eduard-von-Winterstein-Theater Annaberg-Buchholz im Naturtheater Greifensteine)
- 1987: Curt Goetz: Die Kommode – Regie: Wolfgang Amberger (Eduard-von-Winterstein-Theater Annaberg-Buchholz)
- 1992: Jean-Paul Sartre: Tote ohne Begräbnis – Regie: Rüdiger Meyke (Parnass-Theater – Berlin)
- 2000: Dirk Dobbrow: Legoland – Regie: Michael Funke (Kleist-Theater Frankfurt (Oder))
- 1994: Coline Serreau: Hase Hase – Regie: Gösta Knothe  (Uckermärkische Bühnen Schwedt)
- 1994: George Tabori: Mein Kampf – Regie: Peter Ibrik (Uckermärkische Bühnen Schwedt)
- 1995: Anton Tschechow: Drei Schwestern – Regie: Annette Klare (Uckermärkische Bühnen Schwedt)
- 1995: Johann Wolfgang von Goethe: Faust. Eine Tragödie (Mephisto) – Regie: Gösta Knothe (Uckermärkische Bühnen Schwedt)
- 1996: William Shakespeare: Ein Sommernachtstraum – Regie: Gösta Knothe (Uckermärkische Bühnen Schwedt)
- 2003: Michael Frayn: Der nackte Wahnsinn (Frederick Fellowes u. a.) – Regie: Olaf Hilliger (Uckermärkische Bühnen Schwedt)
- 2004: Gösta Knothe: Der wundersame Zauberer der Smaragdenstadt (Löwe) – Regie: Gösta Knothe (Uckermärkische Bühnen Schwedt)
- 2005: Andreas Fritjof: Herbstzeitlose (Alexander) – Regie: Gunter Seidler (Uckermärkische Bühnen Schwedt)
- 2007: Wilhelm Busch: Max und Moritz (Schneider Böck u. a.) – Regie: Gerhard Kähling (Uckermärkische Bühnen Schwedt)
- 2007: Johann Wolfgang von Goethe: Faust. Eine Tragödie. (Alter Faust) – Regie: Gösta Knothe (Uckermärkische Bühnen Schwedt)
- 2010: Dale Wasserman:  Einer flog über das Kuckucksnest (Scanlon) – Regie: Gösta Knothe (Uckermärkische Bühnen Schwedt)
- 2011: Neil Simon: Sonny Boys (Willie Clark) – Regie: Gösta Knothe (Uckermärkische Bühnen Schwedt)
- 2012: Heike Schmidt: Die Spur der Steine in Schwedt – (k)ein Märchen! – Regie: Ulrike Völger (Uckermärkische Bühnen Schwedt)
- 2013: Monika Radl: Der gestiefelte Kater/Kot w butach (Hofjäger u. a.) – Regie: Mario Eick (Uckermärkische Bühnen Schwedt)
- 2014: Thomas Brussig: Sonnenallee (ABV) – Regie: Rainer Simon (Uckermärkische Bühnen Schwedt)
- 2014: William Shakespeare: König Lear (König Lear) – Regie: Mario Eick (Uckermärkische Bühnen Schwedt)
- 2014: Sandra Pagel: Beate. Der Orgasmus vor Gericht (Staatsanwalt) – Regie: Sonja Hilberger (Uckermärkische Bühnen Schwedt)
- 2016: Erik Gedeon: Ewig jung (Herr Heinrich) – Regie: André Nicke (Uckermärkische Bühnen Schwedt)
- 2016: Henrik Ibsen: Baumeister Solness (Baumeister Halvard Solness) – Regie: Jörg Steinberg (Uckermärkische Bühnen Schwedt)

## Auszeichnungen
- 2014: Schauspieler des Jahres an den Uckermärkischen Bühnen Schwedt[3]
- 2019: Uckermark-Oskar als Schauspieler des Jahres an den Uckermärkischen Bühnen Schwedt[4]